# Bollerups by
Bollerup är en by som ligger strax söder om Bollerups borg i Bollerups socken i Tomelilla kommun.

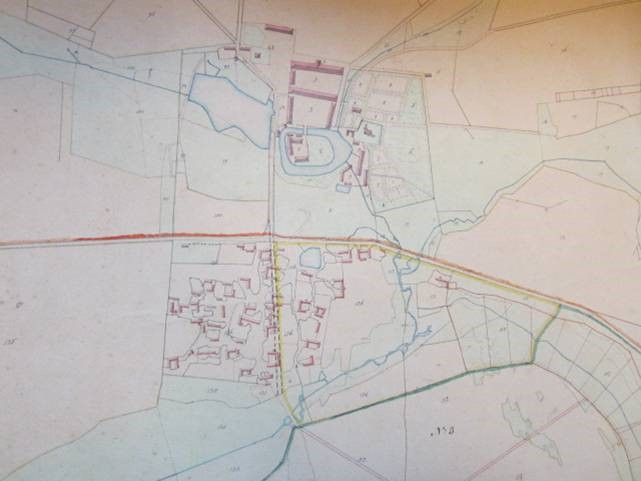
Bollerups by på 1830-talet.

## Historia
Byn har sitt ursprung i Bollerups borg där en sätesgård på borggården omnämns redan på 1100-talet.
Till gården tillkom bostäder för anställda och för frälsebönder, vilkas bostäder söder om borgen bildade Bollerups by.
Gården och byn donerades till ett lantbruksinstitut för Kristianstads län av Tage Ludvig Sylvan i sitt testamente år 1876. Testamentet löd: 
| ”                                 | Jag anser, att ett lantbruksinstitut bör vara, jämte en mönsterfarm, där var och en utan skolgång kan se, huru lantbruk bör ändamålsenligt ställas och bedrivas, ett experimentalfält och en agrikulturkemisk försöksanstalt. Vad angår egendomens brukningssätt, så bör det huvudsakligen avse kreatursavel, för att kunna föregå med exempel, huru hästar och boskap bör uppfödas, och Institutet kunna förse orten med dugliga vagns- (icke kapplöpnings) hästar och goda mjölkkor. | „ |
| – Bollerup, en spännande historia | |   |